# Марек Едельман
Марек Едельман (пол. Marek Edelman, їдиш מאַרעק עדעלמאַן; точна дата і місце народження невідомі, прийнято: 1 січня 1922 у Варшаві або 1 січня 1919 у м. Гомель, Білорусь — пом. 2 жовтня 2009 у Варшаві) — польський політичний і громадський діяч єврейського походження, кардіолог, один з керівників повстання у Варшавському гетто та борець за звільнення Польщі від комуністичного режиму, кавалер ордена Білого Орла.

## Біографія
В роки Другої світової війни Едельман був одним з керівників повстання, яке спалахнуло в Варшавському гетто після рішення німецького командування про повну його ліквідацію. Бунт приречених на смерть людей тривав з 19 квітня по 16 травня 1943 року і був жорстоко приборканий регулярними частинами СС. Всього під час боїв з регулярними частинами СС було вбито близько 7 тисяч захисників гетто, ще 6 тисяч людей згоріли живцем. Після придушення повстання, мешканці гетто (близько 15 тисяч людей), які залишилися в живих, були відправлені до концтаборів і таборів смерті (більшість — в Треблінку). Повстання стало одним з найбільших і наймасовіших в Європі. Багато хто з євреїв, яким тоді вдалося врятуватися, пізніше брали активну участь у повстанні поляків у Варшаві 1944 року.
Всі післявоєнні роки Едельман займався своєю основною професією — працював кардіологом в лікарні міста Лодзь. Проте величезну частину свого життя герой повстання в гетто присвятив тому, щоб пам'ять його товаришів, які загинули в боротьбі з окупантами, зберігалася в серцях молодого покоління. Щороку він очолював церемонію покладання вінків до меморіалу героям повстання в гетто.
Наприкінці 80-х він був одним з керманичів руху «Солідарність», який зіграв ключову роль у звільненні Польщі від комуністичного режиму.
В квітні 1998 Президент Польщі Александр Квасневський вручив Едельману найвищу нагороду Польщі Орден Білого Орла. У 2008 Едельман був нагороджений французьким Орденом Почесного легіону.
Помер 2 жовтня 2009 у Варшаві на 87-му році життя. Останнім часом він важко хворів і був прикований до інвалідного крісла.
Марек Едельман був останнім з лідерів польського опору, який залишався живим. Він став для польської нації беззаперечним моральним авторитетом. Він встиг написати мемуари про повстання в гетто. Історію життя самого Едельмана описала у 1976 році Ханна Краль в книзі «Встигнути перед Господом Богом».